# Multipleksowanie
Multipleksowanie (multipleksacja, zwielokrotnianie, ang. multiplexing) – metody realizacji dwóch lub większej liczby kanałów komunikacyjnych (np. telefonicznych) w jednym medium transmisyjnym (np. para przewodów światłowodowych, pasmo radiowe). W przypadku przesyłania danych przez jednego użytkownika stosuje się określenie zwielokrotniania, natomiast w przypadku jednoczesnego wykorzystania medium transmisyjnego przez wielu użytkowników – wielodostępu.
Multipleksowanie stosuje się celem zapewnienia równoległości transmisji poprzez zakodowanie różnych strumieni danych w tym samym medium transmisyjnym. Pozwala to na zapewnienie wielu użytkownikom dostępu przy jednoczesnym wykorzystaniu tych samych zasobów fizycznych, bądź w przypadku systemów bez wielodostępu (np. telewizji cyfrowej) – na zamieszczenie niezależnych od siebie transmisji przy użyciu tych samych zasobów. Ponieważ zasoby te zazwyczaj są ograniczone (np. zakres dostępnych częstotliwości radiowych), bądź ich zwiększenie jest kosztowne, multipleksowanie jest wykorzystywane w wielu systemach telekomunikacyjnych, w tym w GSM, UMTS, LTE, 5G oraz Wi-fi. Podstawowe metody multipleksacji to multipleksacja przestrzenna, z podziałem czasu, z podziałem częstotliwości (bądź długości fali), multipleksacja kodowa, bądź w bardziej złożonych systemach – ich kombinacja.

## Rodzaje multipleksacji

### Multipleksacja przestrzenna

Podział systemu telefonii komórkowej na poszczególne komórki pozwala na ponowne użycie pasma częstotliwości tam, gdzie ze względu na tłumienność powietrza interferencja między stacjami bazowymi jest wystarczająco niska.

Multipleksacja przestrzenna (SDM, ang. space division multiplexing) wykorzystuje ograniczenia zasięgu fal elektromagnetycznych. Ze względu na właściwości propagacyjne fal elektromagnetycznych, w szczególności tłumienie, możliwe jest przydzielenie tych samych zasobów radiowych w tym samym czasie różnym użytkownikom, jeżeli nie znajdują się w zasięgu tego samego nadajnika-odbiornika. W rzeczywistości wszystkie systemy telefonii komórkowej oraz łączności radiowej korzystają z multipleksacji przestrzennej.

### Multipleksowanie z podziałem czasu

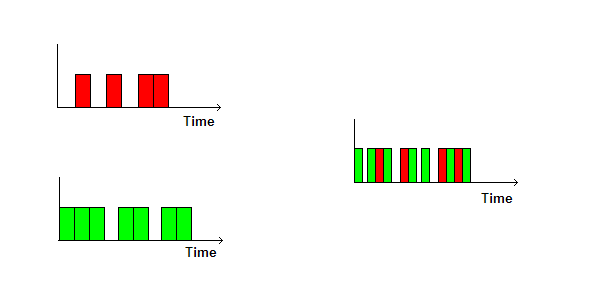
Ilustracja zasady działania multipleksowania z podziałem czasu

Multipleksowanie z podziałem czasu (inaczej TDM, ang. time division multiplexing, dla wielodostępu TDMA) polega na przesyłaniu danych przez różnych użytkowników w różnych jednostkach czasu. Przesyłane sygnały dzielone są na części, którym później przypisywane są czasy transmisji tzw. szczeliny czasowe. Za podział czasowy odpowiada algorytm planujący pakiety (ang. packet scheduler), który przydziela użytkownikom jednostki czasu do transmisji. Technika TDM stosowana jest w sieciach rozległych, a także w praktyce we wszystkich standardach łączności radiowej.

### Multipleksowanie z podziałem częstotliwości

Ilustracja zasady działania multipleksowania z podziałem częstotliwości

Multipleksowanie z podziałem częstotliwości (FDM, ang. frequency division multiplexing, dla wielodostępu FDMA) stosuje podział określonego zakresu częstotliwości na sąsiadujące kanały radiowe (podnośne), przydzielane różnym fragmentom transmisji. Przesyłane sygnały są przetwarzane na zmiany częstotliwości następujące wokół pewnej środkowej częstotliwości nośnej, z tym zastrzeżeniem, że każdy sygnał ma inną częstotliwość środkową. W tym celu, w przypadku sygnałów analogowych, a także niektórych sygnałów cyfrowych po przekształceniu w sygnał analogowy stosowana jest modulacja częstotliwości, pozwalająca jednocześnie na wykorzystanie optymalnego pasma dla wzmacniaczy analogowych i rodzaju transmisji. Zaletą takiego systemu jest zredukowanie zakłóceń wywołanych tłumiennością i dyspersją, natomiast wadą – konieczność zapewnienia odstępów pomiędzy podnośnymi, co zmniejsza zajętość pasma.

#### Ortogonalny podział częstotliwości (OFDM)
Rodzajem multipleksowania z podziałem częstotliwości jest OFDM (ang. Orthogonal Frequency Division Multiplexing, w przypadku wielodostępu OFDMA – ang. Orthogonal Frequency Division Multiple Access). Różnica w takiej multipleksacji polega na przydziale podnośnych tak, aby podczas kodowania i dekodowania przy użyciu szybkiej transformacji Fouriera, poszczególne podnośne były ortogonalne, co pozwala na nałożenie na siebie poszczególnych podnośnych.

#### Multipleksowanie z podziałem długości fali
Multipleksowanie z podziałem długości fali (inaczej WDM, z ang. Wavelength Division Multiplexing) jest rodzajem multipleksowania z podziałem częstotliwości wykorzystywanym w systemach optycznych. Przesyłany sygnał pochodzi z oddzielnych źródeł. Każdemu sygnałowi przypisana jest jego własna długość fali. Sygnały po stronie odbiorczej rozdziela się za pomocą np. siatki dyfrakcyjnej, pryzmatu lub wielowarstwowych filtrów interferencyjnych.

### Multipleksowanie kodowe
Multipleksowanie kodowe (CDM, ang. code division multiplexing, w przypadku wielodostępu CDMA) polega na niezależnym kodowaniu każdego z sygnałów kodem (sekwencją) rozpraszającym. Wszystkie tak zakodowane sygnały są przesyłane w tym samym paśmie transmisyjnym. Ze względu na ortogonalność stosowanych kodów rozpraszających odbiornik jest w stanie zdekodować wysłany do niego sygnał. Każdy z użytkowników ma do dyspozycji przez cały czas transmisji pełne pasmo medium transmisyjnego. Jedynym warunkiem jest to, aby stosowany przez terminal kod rozpoznający był unikatowy i ortogonalny w stosunku do pozostałych kodów stosowanych w tym samym czasie. Metoda ta, oprócz uodparniania transmitowanego sygnału na zakłócenia wąskopasmowe, utrudnia nieupoważniony dostęp do sygnału.

## Splitting

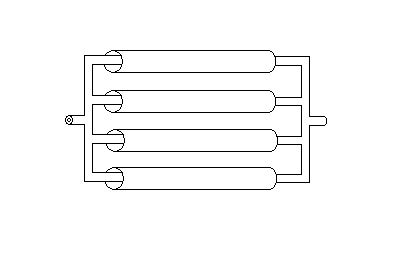
Splitting

Operację odwrotną do multipleksacji, polegającą na podziale jednego strumienia danych między kilka kanałów fizycznych, nazywa się splittingiem. Używa się też nazwy multipleksacja odwrotna (ang. inverse multiplexing). Splitting może być wykorzystany do zwiększenia dostępnej przepustowości łącza, poprzez rozdzielanie sygnału i wysyłanie go kilkoma kanałami o mniejszej przepustowości.